# Bronisław Grąbczewski

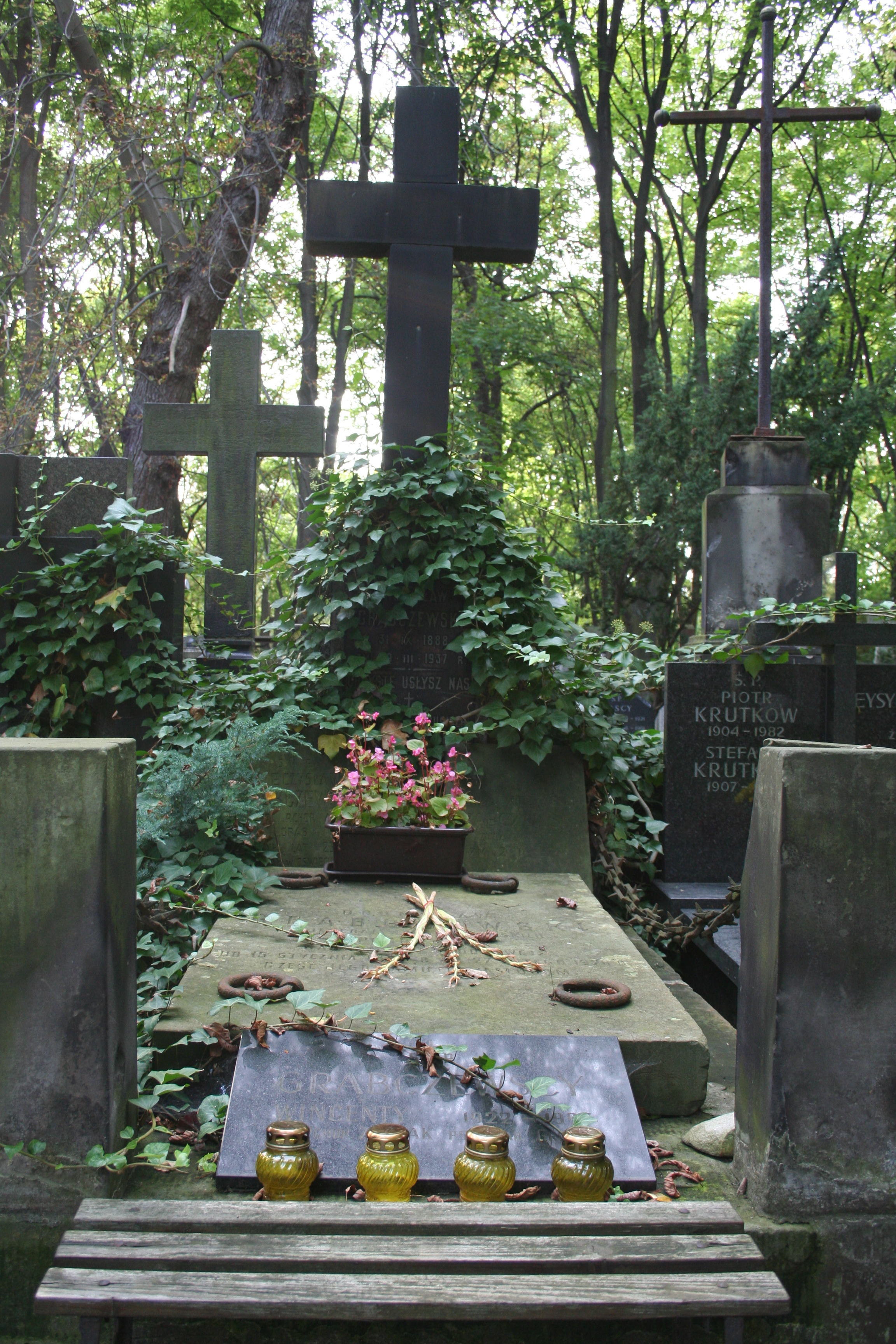
Nagrobek Bronisława Grąbczewskiego

Bronisław Grąbczewski (ur. 15 stycznia 1855 w Kownatowie, w powiecie telszewskim, zm. 27 lutego 1926 w Warszawie) – polski topograf, etnograf, podróżnik i odkrywca w służbie rosyjskiej, generał lejtnant armii Imperium Rosyjskiego, badacz Azji Środkowej, kierował ekspedycjami naukowymi w Hindukuszu, Kaszgarii, Tybecie, Afganistanie i Pamirze.

## Życiorys
Syn Ludwika Grąbczewskiego, powstańca i zesłańca. W 1866 został wraz z matką Emilią wysiedlony z rodzinnego majątku Krepszty (obecnie wioska Krėpštai na Litwie) do Warszawy. Po ukończeniu gimnazjum podjął studia w Instytucie Górniczym w Petersburgu. W 1873 jako junkier wstąpił do Pułku Lejb-Gwardyjskiego, w 1875 zdał egzamin oficerski. W 1876 został na własną prośbę przeniesiony do Turkiestanu. Służył w 14 Turkiestańskim batalionie piechoty, był oficerem ordynansowym gen. M.D. Skobielewa, później księcia Wittensztejna. W 1876 brał udział w Kampanii Ałajskiej, a w 1878 w Kampanii Samarkandzkiej. W 1880 przeszedł do służby w zarządzaniu wojskowo-gospodarczym i był wyznaczony pomocnikiem starosty powiatu Murgiełowskiego. W 1885 jako starszy urzędnik ds. zadań specjalnych generał-gubernatora Fergany był oddelegowany do Kaszmiru i w Tienszan w celu kontroli granicy z Chinami. W tej podróży wykonał plany prawie 1000 wiorst dróg. Za sprawozdanie z wyprawy był nagrodzony srebrnym medalem Rosyjskiego Towarzystwa Geograficznego. W 1886 badał Centralny Tienszan, górny bieg Syr-darii, Narynu i Suusamyru, a także grzbiety górskie Fergański i Aleksandrowski. Zapuścił się do Karakorum i do Tybetu. W 1888 służąc w Ferganie brał udział w dywersji skierowanej przeciw emirowi Abdur Rahman Chanowi, a pośrednio – przeciwko Brytyjczykom. Badał Pamir i część Hindukuszu, Afganistan, dopływy Indusu, górny bieg Tarymu, księstwo Hunza i grzbiet Kaszgaru należący wtedy do Chin. Przeszedł 2800 wiorst po niezbadanych terenach, robiąc plany 1383 wiorst dróg, określił 14 punktów astronomicznych, 158 punktów barometrycznych oraz wykonał 150 zdjęć topograficznych, odkryto złoża ropy. Za tę wyprawę był nagrodzony złotym medalem Rosyjskiego Towarzystwa Geograficznego (RTG). W 1899 badał Karategin i Darwaz, Pamir, Kafiristan, część Wachanu i Hindukuszu, płn.-zach. Tybet i Kaszgarię. W tym czasie wykonano plany topograficzne 7200 wiorst terenu, określono 78 punktów astronomicznych, 351 punktów barometrycznych. Część rezultatów tych prac została zawarta w wydawnictwach RTG. Za tę ekspedycję był mianowany podpułkownikiem. W 1891 uczestniczył w podróży Turkmeńskiego generał-gubernatora po Pamirze, a w 1892 w objeździe Pamiru. Od roku 1892 był naczelnikiem obwodu oszyńskiego w Kirgizji. Do końca XIX wieku badania i prace Grąbczewskiego dały zdjęcia topograficzne ok. 10 tys. km tras, dały opisanie geograficzne rozdziałów wodnych rzek Syr-darii, Tarymu i Indyszu. Jako pierwszy zbadał i opisał „Dach Świata” – Pamir. Brał udział w zajęciu Pamiru. Ze swych podróży zebrał materiały etnograficzne, botaniczne i kolekcje zoologiczne.
W latach 1899–1903 był generalnym komisarzem Kwantungu z siedzibą w Porcie Artura. W sierpniu 1903 został mianowany gubernatorem astrachańskim i hetmanem polnym Astrachańskiego Wojska Kozackiego. W 1907 kierował zarządem kolei wschodniochińskiej w Harbinie. W 1910 zwolniony ze służby wojskowej, powrócił do Warszawy jako emerytowany generał lejtnant. Miał skłonności do liberalizmu politycznego, był katolikiem, co było przeszkodą w karierze politycznej.
Na początku I wojny światowej przeniósł się do Anapy nad Morzem Czarnym. W czasie rewolucji bolszewickiej z polecenia gen. Denikina udał się na Daleki Wschód z misją do admirała Kołczaka. Po upadku Kołczaka ostatecznie powrócił do Warszawy – przez Japonię i Londyn – w 1920. Po powrocie współpracował z Państwowym Instytutem Meteorologicznym i Polskim Towarzystwem Geograficznym.
Bronisław Grąbczewski został pochowany na cmentarzu Powązkowskim w Warszawie (kw. 212–I–7).
Jego bratem był Mieczysław Grąbczewski, prezydent Kalisza w latach 1889–1898, pochowany na tamtejszym Cmentarzu Miejskim.
Jest bohaterem książki Wielki gracz. Ze Żmudzi na Dach Świata autorstwa Maksa Cegielskiego.

## Spuścizna
Wydał trzytomowe wspomnienia z podróży po Azji Środkowej, które przyniosły mu zasłużony szacunek. Tylko nieznaczna część prac Grąbczewskiego została opublikowana. Większość prac i opracowań badawczych pozostała w brudnopisach i przechowywana jest pośród 60 tysięcy dokumentów w archiwach Rosyjskiego Towarzystwa Geograficznego w Petersburgu. Po kilkudziesięciu latach, jeden z najważniejszych, znajdujących się tam dzienników, dotyczący ekspedycji przeprowadzonej w latach 1889-1890, został przetłumaczony i opracowany, a następnie wydany 2017 roku jako książka Podróże nieodkryte. Dziennik ekspedycji Bronisława Grąbczewskiego 1889-1890 jako świadectwo historii i element dziedzictwa kulturowego
Zapisem testamentowym przekazał swoje niewydrukowane prace oraz fotografie z podróży i notatki na rzecz kasy im. Mianowskiego.

### Dzieła
- Kaszgarja. Kraj i ludzie. Podróż do Azji Środkowej. wyd. Gebethner i Wolff, Warszawa 1924.
- Przez Pamiry i Hindukusz do źródeł rzeki Indus, wyd. Gebethner i Wolff, Warszawa 1924.
- W pustyniach Raskemu i Tybetu, wyd. Gebethner i Wolff, Warszawa 1925.
- Wspomnienia myśliwskie, wyd. Gebethner i Wolff, Warszawa 1925.
- Na służbie rosyjskiej. Fragmenty wspomnień, wyd. Gebethner i Wolff, Warszawa 1926.